# Cidades autónomas de Espanha

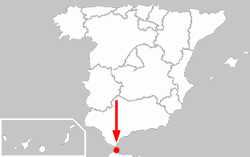
Localização de Ceuta.

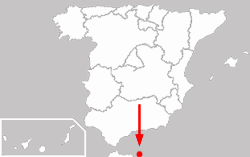
Localização de Melilla.

As cidades autónomas da Espanha, Ceuta e Melilla, situadas na costa norte de Marrocos, fazem parte das possessões espanholas naquela costa (também chamadas historicamente plazas de soberanía) e têm, desde 1810, capacidade administrativa superior à de um município (podem decretar regulamentos executivos), mas inferiores às das comunidades autónomas da Espanha, uma vez que não têm câmaras legislativas propriamente ditas.